# 盧知猷
盧知猷（?—?），字子謩，唐朝末年大臣，出自范阳卢氏北祖第四房。
盧知猷祖父卢纶，父亲盧简能。卢知猷中进士第，登弘词科。补秘书省正字，中书舍人。入拜左拾遗，历官右补阙、饶州刺史、兵部郎中、吏部郎中、太常少卿。唐僖宗逃到山南道，盧知猷避地金州，任商州刺史。僖宗还驾，征拜盧知猷工部侍郎，历任兵部侍郎、工部尚书、户部尚书，领太常卿。旋进位太子太师、检校司空。卢知猷器量浑厚，世推为长者。擅长书法，有楷法，文辞赡丽。唐昭宗为刘季述所幽禁，盧知猷愤恨而卒，赠太尉。